# 14ns Premis Tony
La 14a Edició Anual dels Premis Tony va tenir lloc el 24 d'abril de 1960 al Astor Hotel Grand Ballroom de Nova York, i va ser emesa per la cadena local de televisió per la ciutat de Nova York. El Mestre de Cerimònies va ser Eddie Albert.

## La cerimònia
Presentadors: Jean Pierre Aumont, Lauren Bacall, Ray Bolger, Peggy Cass, Jo Van Fleet, Helen Hayes, Celeste Holm, Edward Albert Kenny, Sally Koriyo, Carol Lawrence, Vivien Leigh, Darren McGavin, Helen Menken, Robert Morse, Elliott Nugent, Laurie Peters, Christopher Plummer, Jason Robards.
La música va córrer a càrrec de Meyer Davis i his Orchestra.
La cerimònia va tenir una assistència de 1.200 persones a l'Hotel Astor. Michael Kidd va rebre el seu cinquè Tony per coreografia, Mary Martin va guanyar el tercer com a actriu de musical; i dos musicals van rebre el guardó de millor musical: Fiorello! i The Sound of Music.
Per primera vegada, diverses categories (director i disseny escenogràfic) van tenir guardons separats ja fossin obres de text o musicals.

## Premis i nominacions
Els guanyadors estan marcats en negreta.
Winners are in bold
| Millor obra | Millor musical |
| --- | --- |
| - The Miracle Worker – William Gibson - A Raisin in the Sun – Lorraine Hansberry - The Best Man – Gore Vidal - The Tenth Man – Paddy Chayefsky - Toys in the Attic – Lillian Hellman | - The Sound of Music - Fiorello! - Gypsy - Once Upon a Mattress - Take Me Along |
| Millor actor protagonista en una obra | Millor actor protagonista de musical |
| - Melvyn Douglas – The Best Man com William Russell - Lee Tracy – The Best Man com Arthur Hockstader - Jason Robards, Jr. – Toys in the Attic com Julian Berniers - Sidney Poitier – A Raisin in the Sun com Walter Lee Younger - George C. Scott – The Andersonville Trial com Lt. Col. N. P. Chipman                                                       | - Jackie Gleason – Take Me Along com Sid Davis - Robert Morse – Take Me Along com Richard Miller - Walter Pidgeon – Take Me Along com Nat Miller - Andy Griffith – Destry Rides Again com Destry - Anthony Perkins – Greenwillow com Gideon Briggs      |
| Millor actriu protagonista en una obra | Millor actriu protagonista de musical |
| - Anne Bancroft – The Miracle Worker com Annie Sullivan - Margaret Leighton – Much Ado About Nothing com Beatrice - Claudia McNeil – A Raisin in the Sun com Lena Younger - Geraldine Page – Sweet Bird of Youth com Princess Cosmonopolis - Maureen Stapleton – Toys in the Attic com Carrie Berniers - Irene Worth – Toys in the Attic com Albertine Prine | - Mary Martin – The Sound of Music com Maria von Trapp - Carol Burnett – Once Upon a Mattress com Princess Winnifred - Dolores Gray – Destry Rides Again com Frenchy - Eileen Herlie – Take Me Along com Lily Miller - Ethel Merman – Gypsy com Rose    |
| Millor actor de repartiment en una obra | Millor actor de repartiment de musical |
| - Roddy McDowall – The Fighting Cock com Tarquin Edward Mendigales - Warren Beatty – A Loss of Roses com Kenny - Harry Guardino – One More River com Pompey - Rip Torn – Sweet Bird of Youth com Tom Junior - Lawrence Winters – The Long Dream com Tyree Tucker                                                                                             | - Tom Bosley – Fiorello! com Fiorello La Guardia - Theodore Bikel – The Sound of Music com Captain Georg von Trapp - Kurt Kasznar – The Sound of Music com Max Detweiler - Howard Da Silva – Fiorello! com Ben Marino - Jack Klugman – Gypsy com Herbie |
| Millor actriu de repartiment en una obra | Millor actriu de repartiment de musical |
| - Anne Revere – Toys in the Attic com Anna Berniers - Leora Dana – The Best Man com Alice Russell - Jane Fonda – There Was a Little Girl com Toni Newton - Sarah Marshall – Goodbye, Charlie com Rusty Mayerling - Juliet Mills – Five Finger Exercise com Pamela Harrington                                                                                 | - Patricia Neway – The Sound of Music com Mother Abbess - Sandra Church – Gypsy com Louise - Pert Kelton – Greenwillow com Gramma Briggs - Lauri Peters i the Children – The Sound of Music com Liesl Von Trapp                                         |
| Millor direcció d'obra | Millor direcció de musical |
| - Arthur Penn – The Miracle Worker - Joseph Anthony – The Best Man - Tyrone Guthrie – The Tenth Man - Elia Kazan – Sweet Bird of Youth - Lloyd Richards – A Raisin in the Sun | - George Abbott – Fiorello! - Vincent J. Donehue – The Sound of Music - Peter Glenville – Take Me Along - Michael Kidd – Destry Rides Again - Jerome Robbins – Gypsy                                                                                    |
| Millor coreografia | Millor director musical |
| - Michael Kidd – Destry Rides Again - Peter Gennaro – Fiorello! - Joe Layton – Greenwillow - Lee Scot – Happy Town - Onna White – Take Me Along | - Frederick Dvonch – The Sound of Music - Abba Bogin – Greenwillow - Lehman Engel – Take Me Along - Hal Hastings – Fiorello! - Milton Rosenstock – Gypsy                                                                                                |
| Millor escenografia | Millor escenografia a un musical |
| - Howard Bay – Toys in the Attic - Will Steven Armstrong – Caligula - David Hays – The Tenth Man - George Jenkins – The Miracle Worker - Jo Mielziner – The Best Man | - Oliver Smith – The Sound of Music - Cecil Beaton – Saratoga - William i Jean Eckart – Fiorello! - Peter Larkin – Greenwillow - Jo Mielziner – Gypsy                                                                                                   |
| Millor vestuari | Millor tècnic d'escenari |
| - Cecil Beaton – Saratoga - Alvin Colt – Greenwillow - Raoul Pene Du Bois – Gypsy - Miles White – Take Me Along | - John Walters – The Miracle Worker - Al Alloy – Take Me Along - James Orr – Greenwillow |

## Premis especials
- John D. Rockefeller III, per la seva visió i lideratge en la creació del Lincoln Center
- James Thurber i Burgess Meredith (A Thurber Carnival)

### Multiples nominacions i guardons
Aquestes produccions van rebre diverses nominacions:
- 10 nominacions: Take Me Along
- 9 nominacions: The Sound of Music
- 8 nominacions: Gypsy
- 7 nominacions: Fiorello! i Greenwillow
- 6 nominacions: The Best Man i Toys in the Attic
- 5 nominacions: The Miracle Worker
- 4 nominacions: Destry Rides Again i A Raisin in the Sun
- 3 nominacions: Sweet Bird of Youth i The Tenth Man
- 2 nominacions: Once Upon a Mattress i Saratoga

Les següents produccions van rebre diversos guardons:
- 5 guardons: The Sound of Music
- 4 guardons: The Miracle Worker
- 3 guardons: Fiorello!
- 2 guardons: Toys in the Attic